# Список умерших в 703 году

## Январь
- 13 января — Императрица Дзито — японская императрица (686—697).

## Дата смерти неизвестна или требует уточнения
- Дакия аль-Кахина — царица берберско-иудейского княжества в северной Африке в период арабских завоеваний.
- Саак Дзоропореци — армянский поэт и музыкант, 32-й Католикос всех армян (677—703).
- Теодофред, знатный вестгот, герцог; отец последнего правителя Вестготского королевства Родериха.
- Тразимунд I — граф Капуи (663) и герцог Сполето (663—703).